# Hableány (hajó, 1867)
A Hableány lapátkerekes folyami luxusgőzhajót gróf Széchenyi Ödön építtette 1867-ben. A hajóval a gróf később a Duna-Majna-Rajna-Marne-Szajna útvonalon Párizsba utazott, a Hableány pedig nagy feltűnést keltett az 1867-es párizsi világkiállításon.

## Története
Széchenyi Ödön elsősorban az állami tűzoltóság létrehozása miatt vált ismertté. A gőzjacht terveit Höcher Adolf készítette, a gróf előtte évekig készült az eseményre, műegyetemi tanárokkal képezte magát, illetve háromszor hajózott oda-vissza a budapesti és a galaci kikötő között. Ezután adta le a rendelést az újpesti Hartmann József hajógyárának, amelyben azelőtt, és azután is csak motor nélküli uszályokat, bárkákat és üres hajótesteket gyártottak. Széchenyi tudatosan a kiállításra tervezte a mindössze 6 lóerős járművet. 1866-ban került ki a gyárból.

### Útja Párizsba
Kapitánynak a gróf saját magát tette meg, kormányosnak pedig az Egyetértés Pest Hajósklub elnökét, Folmann Alajost. A 43 napig tartó útra 1867. április 6-án, az újpesti Téli Kikötőből indultak el, velük tartott egy gépész, egy kazánfűtő, és egy szakács is. Mindjárt Bécsben a hajó meghibásodott, így vontatni kellett, hogy eljussanak a hajógyárig, ahol megjavították. Négynapos utazás után, április 10-én futottak be Pozsonyba, 25-én már Passauban jártak, 28-án pedig Regensburgba érkeztek meg. Három napon át utaztak a Lajos-csatornán, a mai Duna-Majna-Rajna átkelő elődjén. Május 2-án elérték a Majnát, majd egy motorhiba miatt rövid kitérőt tettek Frankfurtban. 6-án elérték Strasburgot, ahonnan nyugat felé fordulva május 18-án érkeztek meg a francia fővárosba, ahol az Iena-híd mellett kötöttek ki, ekkor készült a hajóról az egyetlen ismert fénykép.
A hajó megérkezését Jules Verne világhírű francia író is végignézte, ő üdvözölte a gőzöst elsőként. Ez az eset ihlette meg őt az A dunai hajós című regény megírására, melyet végül 1901-ben vetett papírra, de csak halála után, 1908-ban posztumusz publikálták. A következő vendég III. Napóleon francia császár volt, aki feleségével, Eugénia francia császárnéval egy rövid sétahajózáson is részt vett. A császár a Francia Becsületrenddel tüntette ki Ödönt, hajója pedig a világkiállításon gépek kategóriában aranyérmet kapott.

### Utóélete
A Hableány soha többé nem tért vissza Magyarországra. Széchenyi a kiállítás után eladta a hajót a neves francia fotósnak, Nadarnak. A porosz-francia háborúban hadigőzösként szolgált a Marne folyón, francia lobogó alatt. A békeszerződés aláírása után a poroszok hadizsákmányként magukkal vitték, és utasszállítóként üzemeltették a Rajnán, mígnem 1874-ben kazánrobbanás következtében elsüllyedt.

## A replika

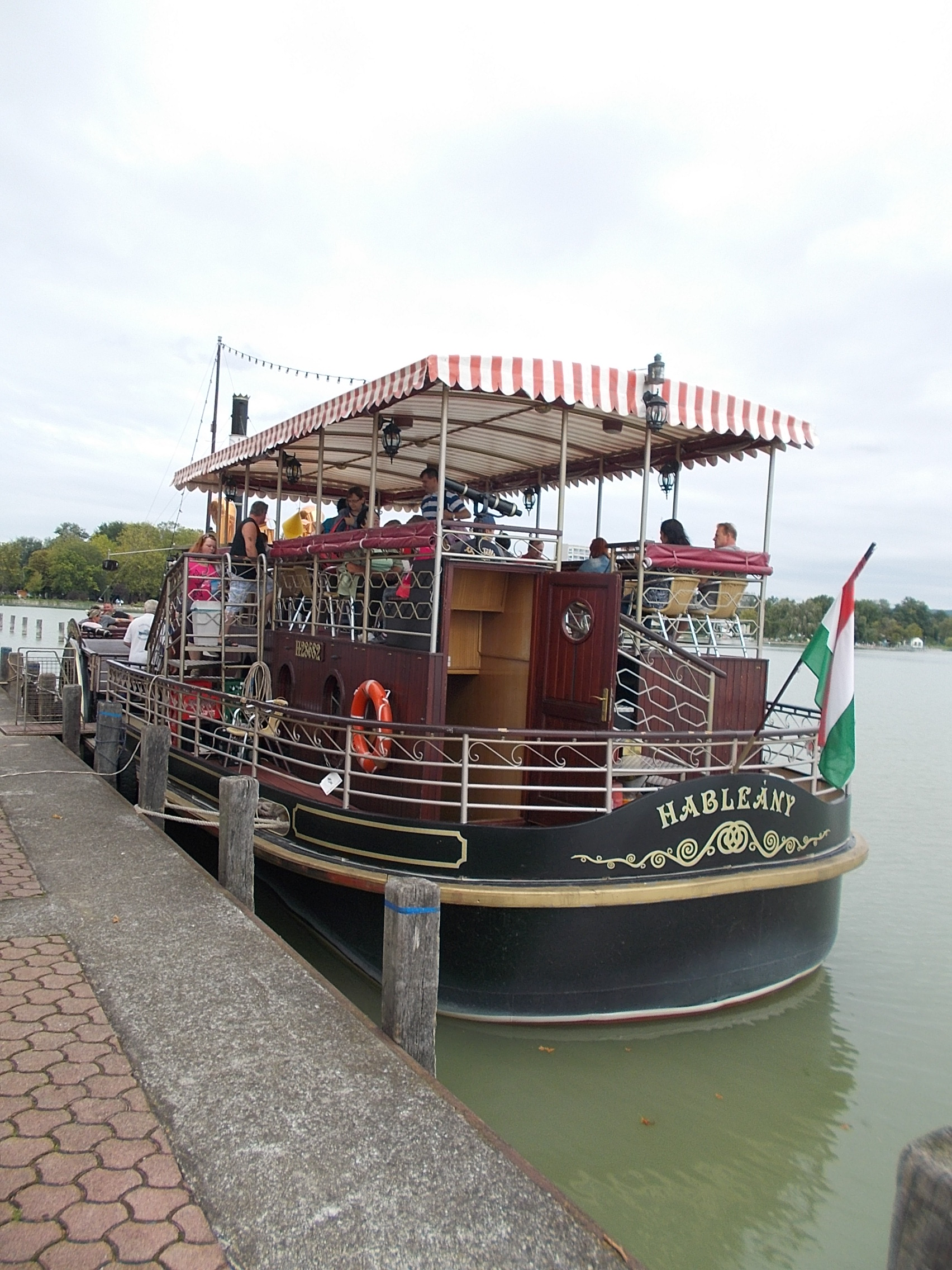
A Hableány replikája 2016-ban

2000-ben a Gróf Széchenyi Ödön Yacht Egylet hozzálátott a Hableány működőképes másolatának megépítéséhez Szegeden, de a modell pénzhiány miatt befejezetlen maradt. 2007-ben a Sión felvontatták a Balatonra, ahol Siófokon és Balatonalmádiban teljesen felépítették. A replikát ezután a Balatoni Sétahajózási Kft. működtette, keszthelyi bázissal. 2024 elején a hajót egy budapesti sétahajózási vállalat vásárolta meg, és közúton a Dunára szállította, ahol a hasonló jellegű Kisfaludyval közösen sétahajóként üzemel..
A másolat az eredetinél 20 centiméterrel rövidebb, és 2,60 méterrel szélesebb. Jelentős eltérés a két hajó között az, hogy a másolat rendelkezik külön fedett kormányállással is. Az új Hableányt hajócsavar hajtja, lapátkerekei csak látványelemek, a víz mozgatja őket menet közben.